# China United Airlines
China United Airlines (中國 聯合 航空 有限公司 o 中国 联合 航空 有限公司S, Zhōngguó Liánhé Hángkōng YǒuxiàngōngsīP) è una compagnia aerea a basso costo sussidiaria di China Eastern Airlines con sede nel Distretto di Fengtai, a Pechino..La compagnia effettua servizi di volo di linea e charter utilizzando come hub l'aeroporto Internazionale di Pechino-Daxing dopo essersi trasferita da un'altra area del distretto.

## Storia
China United Airlines venne fondata nel 1986 come braccio della divisione per il trasporto civile dell'Aeronautica dell'Esercito Popolare di Liberazione. Nel novembre 2002, tutti i servizi di linea vennero interrotti, seguiti da una sospensione totale delle operazioni di volo nel 2003 a causa di un regolamento governativo cinese che vietava all'esercito di essere direttamente coinvolto in attività commerciali. Il 4 giugno 2005, l'amministrazione dell'aviazione civile della Cina approvò il rilancio della compagnia aerea con Shanghai Airlines che ne deteneva l'80% delle azioni e la CASGC come azionista secondario. Anche se China United Airlines da allora perse il suo status militare, cosa abbastanza unica per una compagnia aerea, è ancora consentito utilizzare delle basi aeree militari come destinazioni, a differenza di altre compagnie aeree cinesi e straniere.
Nel 2000, China United Airlines spese 120 milioni di dollari per acquistare un Boeing 767-300ER, precedentemente ordinato dalla Delta Air Lines, come jet privato di Jiang Zemin. Diversi giorni prima del suo primo volo furono trovati dei microfoni nascosti nella toilette, nel corridoio e persino nella testata del letto di Jiang. Si credeva che fossero controllato e monitorati da un satellite. La CIA, l'ambasciata statunitense in Cina e la China United Airlines si rifiutarono di commentare questo incidente. L'aereo specifico fu venduto ad Air China e successivamente a Sunday Airlines nel Kazakistan.
China United Airlines venne acquistata da China Eastern Airlines nell'ottobre 2010 a seguito di varie acquisizioni.
Con l'apertura dell'aeroporto Internazionale di Pechino-Daxing il 26 settembre 2019, China United Airlines iniziò le operazioni nel nuovo aeroporto usandolo come hub principale e nel frattempo cessando il servizio dall'aeroporto di Pechino-Nanyuan, la sua principale base operativa per 35 anni.

## Flotta

### Flotta attuale
A giugno 2023 la flotta di China United Airlines è così composta:

### Flotta storica
China United Airlines operava in precedenza con i seguenti aeromobili:
- Airbus A319-100
- Hawker Siddeley Trident
- Tupolev Tu-154M